# Calliteara varia
Calliteara varia är en fjärilsart som beskrevs av Walker 1855. Calliteara varia ingår i släktet harfotsspinnare, och familjen tofsspinnare. Inga underarter finns listade i Catalogue of Life.